# Baskunčak
Baskunčak (rusky Баcкунчак) je slané jezero v Achtubinském rajóně v Astrachaňské oblasti v Rusku. Leží asi 270 km severně od Kaspického moře a 53 km východně od Volhy. Jeho rozloha je 106 km². Je 18 km dlouhé a 13 km široké. Jezero se nachází v místní proláklině 21 m pod úrovní hladiny světového oceánu a dosahuje maximální hloubky 3 m.

## Poloha
Kotlina jezera je vyrovnávacím korytem, které leží jižně od slané kupole hory Velké Bogdo. Podle jiných pramenů vzniklo na místě slané kupole, která zanikla při poslední transgresi Kaspického moře.

## Vodní režim
Vtéká do něj jediná řeka Gorkaja, která spolu s jezerem odvodňuje bezodtoké území o rozloze 11 000 km². Jezero je napájeno také vodami slaných pramenů vyvěrajících na pobřeží a na dně a také atmosférickými srážkami.

## Vlastnosti vody
Z nasyceného roztoku soli (solanky) se v důsledku letního odpařování vytváří tenká vrstva (5 – 6 cm) soli tzv. novosadka a starosadka - vrstvená drobnokrystalická sůl (od 2-10 do 40 cm). Níže se nacházejí mocné vrstvy soli „čugunki“ (0,5 až 2 m) a „granatki“ (0,5 až 12 m) - hruběkrystalická a průzračná sůl, která je kvalitnější, co se týká jejich vlastností i co se týká průmyslového zpracování. Obsah soli v jezeře činí přibližně 300 g/l.

## Využití

### Těžba soli
Sůl zde byla získávána od 8. století a prostřednictvím hedvábné stezky se šířila do ostatních zemí. Avšak sůl nebyla těžena místním obyvatelstvem. Daleko ležící města a vesnice posílaly delegáty na sklizeň soli. Do roku 1917 byla těžba naleziště prováděna ručním primitivním domácím způsobem (těžilo se až 250 tisíc tun soli za rok). Od roku 1931 je průmysl mechanizovaný. Provádí se hlubinná těžba soli „granatki“ (do 7,2 m od povrchu jezera) solnými kombajny a "čugunki (do 0,4 m) stroji na řezání kamene. Dnes pokrývá tato vysoce kvalitní sůl (99,8 % NaCl) 80 % produkce soli v Rusku. Podle poptávky činí roční produkce soli mezi 1,5–5 milionů tun.

### Automobilismus
Jezero bylo vhodnou lokalitou k rychlostním testům automobilů. V roce 1963 dosáhl na jezeře J. Tichomirov ve voze Pioneer 2M rychlosti 311,419 km/h.

### Ochrana přírody
Od roku 1997 je oblast jezera přísně chráněnou rezervací.